# Lambayong
Lambayong (Mariano Marcos) ist eine philippinische Stadtgemeinde in der Provinz Sultan Kudarat. Sie hat 77.013 Einwohner (Zensus 1. August 2015).

## Baranggays
Lambayong ist politisch in 26 Baranggays unterteilt.
| - Caridad (Cuyapon) - Didtaras - Gansing (Bilumen) - Kabulakan - Kapingkong - Katitisan - Lagao - Lilit - Madanding - Maligaya - Mamali - Matiompong - Midtapok | - New Cebu - Palumbi - Pidtiguian - Pimbalayan - Pinguiaman - Poblacion (Lambayong) - Sadsalan - Seneben - Sigayan - Tambak - Tinumigues - Tumiao (Tinaga) - Udtong |